# 다비하
다비하(아랍어: ذَبِيْحَة), 또는 자비하는 이슬람식 도축을 의미한다. 원칙적으로, 무슬림들은 이 방법으로 도축된 고기만을 먹을 수 있으며, 그렇지 않은 고기들은 비상시를 제외하고는 허락되지 아니한다. 이 방법으로 도축된 고기는 할랄푸드로 인정되며, 이 때문에 '할랄도축'이라고 불리기도 한다.

## 유래
다비하는 유대교식 도축인 '셰치타'에 뿌리를 두고 있으나, 셰치타에 비해서는 훨씬 유화적이고 완화된 기준을 갖고 있다.
원래 이슬람의 뿌리가 되는 중동 지방은 사막 기후로 매우 건조한데, 냉장고가 없던 과거 고기들이 피 때문에 썩게 되자 사람들이 피를 다 뺄 수 있는 방법을 고안하여 만든 것이 다비하이다. 이렇게 함으로써 고기를 더 오랫동안 보존할 수 있게 되었다는 설이 있다.

## 도축 방식
동물의 머리는 메카를 향해야 하며, 도축자가 "(위대하신) 하나님의 이름으로"를 외쳐야 한다. 그러한 뒤 매우 날카로운 칼로 목을 깊은 데까지 쳐야 하며, 매우 순간적으로 이루어져야 한다. 이렇게 하여 피가 빠지기 시작하면 동물을 거꾸로 매달아야 하며, 피가 다 빠질 때까지 기다려야 한다.
도축 전에 동물을 기절시켜서는 안 되며, 이슬람에서 허락되는 종이어야 한다. 이견의 차이가 있지만, 도축자는 일반적으로 무슬림이어야 한다.

## 장점
다비하 방식의 도축은 피를 완전히 뺄 수 있으며, 서구식 도축처럼 피를 일부만 빼는 것과는 다르다. 이렇게 도축된 고기는 피가 없기 때문에, 더 오랫동안 보존할 수 있다. 또한 기절시키지 않고 도축한다는 점 때문에 고기의 품질을 더 높일 수 있으며, 영양가도 더 높다는 점이다.

## 비판
서구의 일부 동물단체들은 이 방식이 '인도적'이 아닌 동물학대라고 비판하고 있는데, 그들은 다비하식으로 도축된 동물들은 고통이 없는 게 아니라 오히려 더 고통스러워 한다며, 다비하 금지를 요구하고 있다. 유럽의 경우 최근들어 무슬림이 늘어나면서 다비하 또한 논란의 대상이 되었는데, 덴마크, 스웨덴, 노르웨이 등은 이 방식을 금지했다. 영국의 경우는 허락하되, 무슬림에게만 한해서 일부 제한하고 있다.
심지어 다비하 방식이 인질참수에서 유래했다는 주장이 있으나, 확실한 주장은 아니다.
하지만 이에 대한 반론도 있는데, 반론자들은 '인간이 먹을 고기를 가지고 동물학대를 운운하는 것은 말도 안 되는 일'이라고 주장한다. 오히려 이들은 동물을 기절시킬 경우 그 자체만으로도의 고통은 극에 달하며, 이 과정에서 육질이 망가질 수 있다고 주장한다.
한국의 경우 부여군에 도축장이 추진되고 있으나, 기독교 세력들의 과도한 반발에 부딪히고 있다.

## 같이 보기
- 할랄
- 쿠르반